# 明受
明受1129年三月十一日—四月二日）是南宋元懿太子赵旉使用的年號，共21日。

## 意涵
出自《周易·井卦》：“井渫不食，為我心惻，可用汲，王明，並受其福。”寓意君王賢明，人們會一同受益。

## 改元
- 建炎三年——三月五日，宋高宗被迫退位，傳位給皇子趙旉；三月十一日，改元明受。四月一日，宋高宗復位。四月三日，恢復使用建炎年號。[3]

## 紀年農曆對照表
表格中各月的干支即為各月的第1日，「大」表示該月有30日，「小」表示該月有29日，「閏月」表格中的中文數字表示該年為閏某月，各月初一底下的數字表示對應的西曆日期。
| 西元   | 干支 | 紀年     | 正月 | 二月 | 三月   | 四月   | 五月 | 六月 | 七月 | 八月 | 九月 | 十月 | 十一月 | 十二月 | 閏月 |
| ------ | ---- | -------- | ---- | ---- | ------ | ------ | ---- | ---- | ---- | ---- | ---- | ---- | ------ | ------ | ---- |
| 1129年 | 己酉 | 建炎三年 |      |      | 己卯小 | 戊申大 |      |      |      |      |      |      |        |        |      |
| 1129年 | 己酉 | 建炎三年 |      |      | 3/22   | 4/20   |      |      |      |      |      |      |        |        |      |

## 同期存在的其他政权年号
- 中國
  - 保天（1129年－1137年）：大理—段正嚴之年號
  - 延慶（1124年－1133年）：西遼—遼德宗耶律大石之年號
  - 天會（1123年－1137年）：金—金太宗吳乞買、金熙宗完顏亶之年號
  - 正德（1127年－1134年）：西夏—夏崇宗李乾順之年號
- 日本
  - 大治（1126年－1131年）：崇德天皇之年號
- 越南
  - 天順（1128年－1132年）：李朝—李神宗李陽煥之年號

## 參看
- 中国年号索引

## 深入閱讀
- 李崇智. . 北京: 中華書局. 2004年12月. ISBN 7101025129.
- 鄧洪波. . 臺北: 國立臺灣大學東亞經典與文化研究計劃. 2005年3月  [2021-11-13]. ISBN 9789860005189. （原始内容 (pdf)存档于2007-08-25）.

| 前一年號： 建炎 | 南宋年号 明受 | 下一年號： 建炎 |